# 接吻真的只能慢慢來嗎？
《接吻真的只能慢慢來嗎？》（日语： Kiss wa Matsushikanai no Deshouka ?）是日本女子偶像組合HKT48的第10張單曲，於2017年8月2日由EMI RECORDS/UNIVERSAL MUSIC發行。中心成員由松岡花擔任。

## 概要
本作為前作《BUG也無妨》發行後6個月的2017年第2張單曲。單曲分為Type A、B、C以及劇場盤4種版本。
歌曲的選拔成員在2017年6月25日直播的媒體串流網站SHOWROOM《HKT48 10th單曲選拔成員發表特別節目》上發表，選拔成員有16名。初次入選為選拔成員有Team TII的坂本愛玲菜以及研究生豊永阿紀。田島芽瑠、田中美久、渕上舞、松岡菜摘、本村碧唯、森保圓以及矢吹奈子皆為《最棒了唷》以來再次入選為選拔成員。前作入選成員中，2017年6月12日畢業井上由莉耶除外，荒卷美咲、今村麻莉愛、小田彩加、駒田京伽、下野由貴、武田智加、田中優香、地頭江音音皆未獲入選。
A面曲跟由4期生演唱的B面曲《能结出樱桃吗？》（さくらんぼを結べるか?）收錄於全部版本。特典映像《大人的礼貌講座&大感謝祭》收錄於Type A、B、C的DVD。白金女孩演唱的《旁边的他看起来很酷》（隣の彼はカッコよく見える）收錄於Type A，鑽石女孩演唱的《跛行和弯曲》（ぐにゃっと曲がった）收錄於Type B，村重選抜演唱的《恋爱的Ribbon！》（恋するRibbon!）收錄於Type C，《浪漫的疾病》（ロマンティック病）收錄於劇場盤。

## 封面写真
| Type A | 指原莉乃、田中美久、朝長美桜、豊永阿紀、松岡花、宮脇咲良、森保圓、矢吹奈子 |
| Type B | 指原莉乃、月足天音、渕上舞、松岡菜摘、松岡花、宮脇咲良、本村碧唯           |
| Type C | 兒玉遥、坂本愛玲菜、指原莉乃、田島芽瑠、冨吉明日香、松岡花、宮脇咲良       |
| 劇場盤 | 指原莉乃、宮脇咲良、松岡花                                                 |

## MV
接吻真的只能慢慢來嗎？
MV拍攝是在日本千葉縣館山市、木更津市和富津市拍攝，每個地方都在兩天內拍攝完畢。MV的主题是「竭盡全力」及「羈絆」，以「彩虹」為創作概念的源頭。故事以夏天做為舞台場景，有了單戀的對象而苦惱不已的松岡花，宮脇咲良默默的鼓勵她，指原莉乃將所有成員日常生的點滴以相機記錄下來，將16人的想法化而為一，以此鼓勵松岡要勇於踏出一步，尋找自己的真愛。此MV為AKB48集團首支由未滿20歲的導演執導的作品，導演為19歲的慶應義塾大學學生松本花奈。松本與選拔成員宮脇同年，製作人秋元康對此表示「導演與演出者同世代，我想應該會拍出不錯的成果」。此支MV的導演人選決定之後，秋元康造訪松本所屬的演藝事務所，就其所著之小説《眼藥水之吻》的電影化可行性進行洽談。

## 收錄歌曲

### Type A
CD
1. 《接吻真的只能慢慢來嗎？》（キスは待つしかないのでしょうか?）
（作詞：秋元康，作曲：井上智德，編曲：APAZZI）
2. 《能结出樱桃吗？》（さくらんぼを結べるか?）（4期生）
（作詞：秋元康，作曲、編曲：鶴崎輝一）
3. 《旁边的他看起来很酷》（隣の彼はカッコよく見える）（白金女孩）
（作詞：秋元康，作曲：Shinsou su，編曲：野中「雅」雄一）
4. 《接吻真的只能慢慢來嗎？》 off vocal ver.
5. 《能结出樱桃吗？》 off vocal ver.
6. 《旁边的他看起来很酷》 off vocal ver.

DVD
1. 《接吻真的只能慢慢來嗎？》Music Video（導演：松本花奈）
2. 《旁边的他看起来很酷》Music Video（導演：中村太洸）
3. 《大人的礼貌講座 & 大感謝祭 Vol.1》

### Type B
CD
1. 《接吻真的只能慢慢來嗎？》
2. 《能结出樱桃吗？》（4期生）
3. 《跛行和弯曲》（ぐにゃっと曲がった）（鑽石女孩）
（作詞：秋元康，作曲：YAYI，編曲：若田部誠）
4. 《接吻真的只能慢慢來嗎？》 off vocal ver.
5. 《能结出樱桃吗？》 off vocal ver.
6. 《跛行和弯曲》 off vocal ver.

DVD
1. 《接吻真的只能慢慢來嗎？》
2. 《跛行和弯曲》（導演：土屋隆俊）
3. 《大人的礼貌講座 & 大感謝祭 Vol.2》

### Type C
CD
1. 《接吻真的只能慢慢來嗎？》
2. 《能结出樱桃吗？》 （4期生）
3. 《恋爱的Ribbon！》（恋するRibbon!）（村重選抜）
（作詞：田中菜津美、外山大輔、福田貴訓，作曲：坂本愛玲菜、外山大輔、福田貴訓，編曲：外山大輔、福田貴訓）
4. 《接吻真的只能慢慢來嗎？》 off vocal ver.
5. 《能结出樱桃吗？》 off vocal ver.
6. 《恋爱的Ribbon！》 off vocal ver.

DVD
1. 《接吻真的只能慢慢來嗎？》Music Video（導演：松本花奈）
2. 《恋爱的Ribbon！》Music Video（導演：戸塚富士丸）
3. 《大人的礼貌講座 & 大感謝祭 Vol.3》

### 劇場盤
CD
1. 《接吻真的只能慢慢來嗎？》
2. 《能结出樱桃吗？》（4期生）
3. 《浪漫的疾病》（ロマンティック病）
（作詞：秋元康，作曲：大橋莉子，編曲：若田部誠）
4. 《接吻真的只能慢慢來嗎？》 off vocal ver.
5. 《能结出樱桃吗？》 off vocal ver.
6. 《浪漫的疾病》 off vocal ver.

## 選拔成員

### 接吻真的只能慢慢來嗎？
（中心成員：松岡花）
- Team H：田島芽瑠、田中美久、松岡菜摘
- Team H / AKB48 Team K：兒玉遥
- Team H / AKB48 Team B：矢吹奈子
- Team H / STU48：指原莉乃
- Team KIV：冨吉明日香、渕上舞、本村碧唯、森保圓
- Team KIV / AKB48 Team A：宮脇咲良
- Team KIV / AKB48 Team 4：朝長美桜
- Team TII：坂本愛玲菜、松岡花
- 研究生：月足天音、豊永阿紀

### 能结出樱桃吗？
「4期生」名義
（中心成員：地頭江音音）
- 研究生：運上弘菜、小田彩加、堺萌香、清水梨央、武田智加、地頭江音音、月足天音、豊永阿紀、松本日向、宮﨑想乃

### 旁边的他看起来很酷
「白金女孩」名義
（中心成員：熊沢世莉奈、下野由貴）
- Team H：神志那結衣、駒田京伽、坂口理子、田中菜津美
- Team KIV：植木南央、熊沢世莉奈、下野由貴、田中優香
- Team TII：荒巻美咲、外薗葉月
- 研究生：運上弘菜、小田彩加、清水梨央、武田智加、地頭江音音、松本日向

### 跛行和弯曲
「鑽石女孩」名義
（中心成員：栗原紗英、山下艾米丽）
- Team H：秋吉優花、宇井真白、上野遥、山田麻莉奈、山本茉央
- Team KIV：今田美奈、岩花詩乃、深川舞子、村重杏奈
- Team TII：今村麻莉愛、栗原紗英、村川緋杏、山内祐奈、山下艾米丽
- 研究生：堺萌香、宮﨑想乃

### 恋爱的Ribbon！
「村重選抜」名義
（中心成員：深川舞子）
- Team H：秋吉優花、神志那結衣、田中菜津美
- Team H / AKB48 Team K：兒玉遥
- Team KIV：今田美奈、植木南央、下野由貴、冨吉明日香、深川舞子、村重杏奈
- Team KIV / AKB48 Team A：宮脇咲良
- Team TII：荒巻美咲、山下艾米丽
- 研究生：小田彩加、武田智加
- AKB48 Team A：中西智代梨

### 浪漫的疾病
（中心成員：田中美久）
- Team H：田島芽瑠、田中美久
- Team H / AKB48 Team B：矢吹奈子
- Team KIV / AKB48 Team 4：朝長美桜
- Team TII：松岡花

## 外部連結
- 接吻真的只能慢慢來嗎？ （页面存档备份，存于） - HKT48 OFFICIAL WEB SITE （日語）
- 环球音乐的介绍页面（日語）
  - Type A （页面存档备份，存于）
  - Type B （页面存档备份，存于）
  - Type C （页面存档备份，存于）
- YouTube上的【MV full】キスは待つしかないのでしょうか？ / HKT48[公式]